# Беджа (язык)

Афразийские языки

Беджа (самоназвание — Tu Bdhaawi, также: Bedauye, Bedawi, Bedawiye, Bedja, Beja, Tu-Bedawie, Bedawye, Bedwi, Bedya, Bidhaaweet) — язык афразийской семьи, на котором говорит одноимённый народ, проживающий на побережье Красного моря, в некоторых районах Судана, Эритреи и Египта.

## Классификация
По общепринятой классификации беджа относится к кушитской ветви афро-азиатской семьи языков. Это единственный язык в группе северных кушитских. Другие кушитские, такие как афарский, оромо, билин и сомали, распространены намного южнее беджа. По данным Ethnologue, у беджа мало общей лексики с другими кушитскими, но много сходств в глагольной морфологии.
Некоторые лингвисты придерживаются классификации Роберта Хецрона (1980), который рассматривает беджа в качестве самостоятельной ветви афразийских языков.

## Социолингвистическая информация
На беджа говорят около 2,5 млн человек (в основном — племена абабде и беджа).
В Ethnologue сообщается о 2,22 млн носителей в Судане, 201 тысяче в Эритрее и 77 тысячах в Египте.
Для всех трёх стран для языка указывается статус 5 Developing, что значит, что язык активно используется в повседневном общении всех поколений, существует нормированный литературный язык, который используется в печати. Также указывается, что в Судане на беджа пишется поэзия и ведутся радиовещательные программы; язык используется в СМИ. В Эритрее происходит обучение беджа в начальной школе.
Большинство носителей беджа — би- или трилингвы и владеют арабским и/или тигре. Именно из этих двух языков идёт в диалекты беджа основной поток заимствований. Причём наблюдаются заимствования даже в базовой лексике (kítaab «книга» из араб. كتاب‎ kitāb)
В Эритрее племя бени-амер говорит на смеси тигре с беджа, причём такой субстрат они усваивают в качестве родного языка с рождения. При этом официально в Эритрее беджа признаётся одним из девяти равноправных государственных языков.
Указанные в Ethnologue диалекты:
• в Судане: бени-амер (Beni-Amir), бишарин (Bisharin, Bisariab), хадареб (Hadareb, Hadaareb), хадендоа (Hadendoa, Hadendiwa, Hadendowa);
• в Эритрее: абабда (Ababda), амара (Amara), бени-амер (Beni-Amir), бишарин (Bisharin, Bisariab, Bisarin), хадареб Hadareb (Hadaareb), хадендоа (Hadendoa, Hadendowa).
Диалекты сильно различаются по инвентарю глагольных форм и фонетически, но носители разных диалектов понимают друг друга.

### Письменность
Долгое время беджа существовал в устной форме; письменность для него была изобретена лишь в XX веке парой немецких лингвистов, Klaus и Charlotte Wedekind, на основе латинского алфавита. Эта система письма была официально принята в Эритрее в 2004. Сейчас именно она используется для преподавания языка в школах. Долгота гласных на письме передается их удвоением. Единичное е используется для различения согласных /ɖ/ и /dh/, 'dh' для первого, а 'deh' для последнего. Сходным образом, 'keh' передает /kh/, 'teh' — /th/, 'seh' — /sh/. Единичное о не используется.
В Судане для языка беджа используется письмо, основанное на арабице, но оно не имеет официального статуса.
| МФА    | Латинский | Арабский   |
| ------ | --------- | ---------- |
| ʔ      | '         | ء ,أ ,إ ,ئ |
| а / аː | а / aa    | أَ / ا ,آ   |
| b      | b         | ب          |
| d      | d         | د          |
| ɖ      | dh        | ﮈ          |
| eː     | ee        | ێ          |
| f      | f         | ف          |
| g      | g         | ق          |
| ɣ      | gh        | غ          |
| gʷ     | gw        | قْو         |
| h      | h         | ه          |
| i / iː | i / ii    | إے / إٍي    |
| ɟ      | j         | ج          |
| k      | k         | ك          |
| x      | kh        | خ          |
| kʷ     | kw        | كْو         |
| l      | l         | ل          |
| m      | m         | م          |
| n      | n         | ن          |
| oː     | oo        | ۆ          |
| r      | r         | ر          |
| s      | s         | س          |
| ʃ      | sh        | ش          |
| t      | t         | ت          |
| ʈ      | th        | ﭦ          |
| u / uː | u / uu    | أُ / أُو     |
| w      | w         | و          |
| j      | y         | ي          |

## Типологические характеристики

### Тип выражения грамматических значений
Относится к синтетическим языкам, хотя некоторые элементы аналитизма всё-таки есть.
В глагольной морфологии:
Спряжение глагола в зависимости от времени либо синтетическое (перфект), либо аналитическое (будущее).
По формальным критериям выделяются два больших класса глаголов: в так называемых слабых глаголах спряжение происходит в синтетических временах с помощью суффиксов, а в сильных — с помощью префиксов, суффиксов, инфиксов и аблаута корневых гласных.
Изменение по лицам и числам может быть выражено суффиксом (слабый глагол), префиксом (сильный глагол) или вспомогательным глаголом (для будущего времени как слабых, так и сильных глаголов).
|          |       | Перфект (слабый: tam «есть») | Перфект (сильный: ram «следовать») | Будущее (tam «есть») |
| Singular | 1.    | tam-án                       | a-rám                              | támi ándi            |
| Singular | 2. m. | tam-táː                      | ti-rám-a                           | támi téndia          |
| Singular | 2. f. | tam-táːyi                    | ti-rám-i                           | támi téndi           |
| Singular | 3. m. | tam-íya                      | i-rám                              | támi éndi            |
| Singular | 3. f. | tam-tá                       | ti-rám                             | támi téndi           |
| Plural   | 1.    | tám-na                       | ní-ram                             | támi níyed           |
| Plural   | 2.    | tám-taːna                    | tí-ram-na                          | támi tiyádna         |
| Plural   | 3.    | tám-íyaːn                    | í-ram-na                           | támi iyádna          |

Синтетически выражаются также:
- каузатив

(для слабых глаголов суффикс — s) tam «есть» > tam-s «кормить, заставлять есть»
(для сильных глаголов префикс — s, аблаут) mehag «убираться» > sé-mhag «заставлять убираться»
- рефлексив

(для слабых глаголов суффикс — aːm) allam «обучать» > allam-aːm «учиться»
- пассив

(для слабых суффикс — m) tam «есть» > tam-am «быть съедаемым»
(для сильных глаголов префикс — t, аблаут) fedig «оставлять» > ét-fadaːg «быть оставленным»
- реципрок (для сильных глаголов префикс — m, аблаут) dir "убивать " > amó-daːrna «убивать друг друга»

Эти аффиксы могут комбинироваться, например каузативный пассив (слабых глаголов) на am-s. Возможна редупликация для выражения интенсивности/фреквентативности:
tam «есть» > tamtam «быстро есть».
Синтетизм в именной морфологии:
синтетически выражается, например, множественное число. Это можно сделать несколькими способами:
- суффиксом -a: árgin «ягненок», árgin-a «ягнята»;
- сокращением конечного долгого гласного: maláːl «пустыня», malál «пустыни»;
- смещение ударения на один слог назад: minʃáːr «пила», mínʃar «пилы»;
- другими изменениями в основе: bók «козёл», bák «козлы»

### Характер границы между морфемами
Беджа обладает сильно фузионной и флективной морфологией.
Пример семантической фузии (кумулятивное выражение в префиксе грамматических категорий времени (непрошедшее), лица и числа):
| sh’i-yaab                    | i-kati-yeet        | too-na            | ZERO-eekani    |
| старый-PTCP.PAST             | IMPF.3SG.M-быть-WH | ART.SG.F.OBJ-вещь | IMPF.1SG-знать |
| Я знаю, что эта вещь старая. |                    |                   |                |

Пример формальной фузии. Выражение множественного числа сокращением гласного корня.
maláːl — malál
Пустыня — пустыни

### Тип ролевой кодировки
По данным WALS, в беджа аккузативный тип ролевой кодировки.
Единственный актант непереходного глагола
(1) Aa-kam eeyaan.
Эти верблюды пришли.
маркирован так же, как и агенс переходного глагола
(2) Aa-kam yhindi tamiyaana.
Эти верблюды съели эти деревья.
и противопоставлен пациенсу переходного глагола
(3) Ee-kam rhan.
Я увидел этих верблюдов.
При этом единственный актант непереходного глагола с агентивной семантикой и непереходного глагола с пациентивной семантикой оформлены одинаково:
(4) W’ooriit yaas tiyiya.
Собака мальчика умерла.
(5) Utakiit yaas eeta.
Собака мужчины пришла.

### Базовый порядок слов
Порядок слов в предложении в целом общекушитский SOV.
| duur-uuk                       | wanaan-ee-ka  | buun |  | gw'-aab        | kii-ki              |
| дядя-POSS.2SG                  | до.утро-ADV+с | кофе |  | пить-PTCP.PAST | NEG.IMPF.3SG.M-быть |
| S                              |               | O    |  | V              |                     |
| ‘Твой дядя не пил кофе с утра’ |               |      |  |                |                     |

| uu-dehay                | tu-bdhaawi     | i-kteen-na              |
| ART.SG.M.SUBJ-люди      | ART.SG.F-беджа | IMPF.3PL-знать-IMPF.3PL |
| S                       | O              | V                       |
| ‘Эти люди знают беджа?’ |                |                         |

### Тип маркирования в именной группе и в предикации
В посессивной именной группе представлено зависимостное маркирование: грамматические показатели присоединяются к зависимому элементу отношения.
| (1) u-kwoojaa-yiit   | takat   |
| ART.SG.M-учитель-GEN | женщина |
| ‘жена учителя’       |         |

В случаях с местоименным посессором можно, однако, говорить о вершинном маркировании (выражается посессивным суффиксом соответствующего лица и числа):
| (2) tu-takatt-u           | kiti-hay-i                         |
| ART.SG.F-женщина-POSS.1SG | NEG.IMPF.3SG.F-быть-NEG.IMPF.3SG.F |
| ‘Моей жены здесь нет.’    |                                    |

В предикации по данным WALS также зависимостное маркирование: показатели падежа получают актанты.
| (3) Kaam-uuk           | ee-ya             |
| верблюд-POSS.2SG.NOM   | прийти-PERF.3SG.M |
| ‘Твой верблюд пришел.’ |                   |

| (4) Kaam-ook               | rh-an           |
| верблюд-POSS.2SG.АСС       | видеть-PERF.1SG |
| ‘Я видел твоего верблюда.’ |                 |

Глагол, однако, согласуется с актантом в роде и числе, поэтому можно пытаться говорить о двойном маркировании:
(5) Uutak w’eera ee-ya.
(Этот) белый мужчина пришёл.
(6) Aanda y’eera ee-ya-an.
(Эти) белые мужчины пришли.
(7) Tutakat tu’eera ee-ta.
(Эта) белая женщина пришла.
(8) Taam’a ti’eera ee-ya-an.
(Эти) белые женщины пришли.
В именной/адъективной предикации также есть суффиксы-связки, которые согласуются с субъектом в роде и числе.
• áne san-∅-óː-k-u
я брат-AСС.M-ACC-POSS.2SG-1SG.M
«я твой брат»
• áne kʷaː-t-óː-k-tu 
я сестра-AСС.F-ACC-POSS.2SG-1SG.F
«я твоя сестра»
• baruuk adaroo-wwa
ты красный-2SG.M
«ты красный»
• batuuk adaroo-tuwi
ты красный-2SG.F
«ты красная»

### Использованные глоссы
ART — артикль
F — женский род
M — мужской род
SG — единственное число
PL — множественное число
NEG — отрицание
POSS — посессивность
IMPF — настоящее время
SUBJ — субъект
OBJ — объект
GEN — генитив

## Общее описание и особенности

### Фонетика
Для консонантизма беджа характерно отсутствие аффрикат, фарингальных и увулярных фонем наряду с наличием лабио-велярных kʷ, gʷ и церебрального d̨.
/χ/ и /ɣ/ (в таблице даны в скобках) встречаются только в арабских заимствованиях в речи некоторых носителей; у других заменяются на /k/ или /h/ и /g/.
Согласные фонемы, выделяемые в Beja Pedagogical Grammar:
|                                                  | губно-губные | губно-губные | губно-зубные | губно-зубные | альвеолярные | альвеолярные | постальвеолярные | постальвеолярные | ретрофлексные | ретрофлексные | палатальные | палатальные | велярные | велярные | лабиовелярные | лабиовелярные | глоттальные | глоттальные |
| ------------------------------------------------ | ------------ | ------------ | ------------ | ------------ | ------------ | ------------ | ---------------- | ---------------- | ------------- | ------------- | ----------- | ----------- | -------- | -------- | ------------- | ------------- | ----------- | ----------- |
| глух.                                            | зв.          | глух.        | зв.          | глух.        | зв.          | глух.        | зв.              | глух.            | зв.           | глух.         | зв.         | глух.       | зв.      | глух.    | зв.           | глух.         | зв.         |             |
| Взрывные                                         |              | b            |              |              | t            | d            |                  |                  | ʈ             | ɖ             |             | ɟ           | k        | g        | kʷ            | gʷ            | ʔ           |             |
| Носовые                                          |              | m            |              |              |              | n            |                  |                  |               |               |             |             |          |          |               |               |             |             |
| Вибранты                                         |              |              |              |              | r            |              |                  |                  |               |               |             |             |          |          |               |               |             |             |
| Фрикативные                                      |              |              | f            |              | s            |              | ʃ                |                  |               |               |             |             | (х)      | (ɣ)      |               |               | h           |             |
| Аппроксиманты и коартикулированные аппроксиманты |              | w            |              |              |              |              |                  |                  |               |               |             | j           |          |          |               |               |             |             |
| Латер.сонанты                                    |              |              |              |              |              | l            |                  |                  |               |               |             |             |          |          |               |               |             |             |

Как отдельные фонемы выделяются и сочетания dh, gh, и kh.
Гласных 5: /a/, /e/, /i/, /o/, и /u/.
/e/ и /o/ встречаются только в долгом варианте, в то время как /a/, /i/, и /u/ могут быть как долгими, так и краткими.
Для беджа характерно тоновое ударение.
Наиболее частая структура слога CV, но допускаются и другие варианты, причём в первом слоге вариативность больше.
Допускаются закрытые слоги, при этом в финали может быть либо C, либо Ct. Кластеров с другими согласными не допускается.
Первый слог может начинаться на гласный (которому когда-то предшествовала упавшая теперь гортанная смычка).
В Beja Pedagogical Grammar отдельно рассматриваются слоги, где перед гласным или после гласного возникает ʔ или h (обозначают через ').
Считается, что слоги вида C’V характерны для северных диалектов беджа, а слоги вида CV' — для южных.